# 河原木 (八戸市)
河原木（かわらぎ）とは、青森県八戸市の町名、地名の一つ。66の小字がある。

## 概要
河原木は、八戸市の中央部より北に位置している。南北に4.4キロメートル (km)、東西に6 kmあり地区内は非常に広い。南・西側は低地で大部分は農地を中心とする土地利用である。西側に長苗代、南側に下長、高州に接する。北側は丘陵地域で宅地と山林、農地であり、陸上自衛隊八戸駐屯地に接し、松ケ丘、市川町に面する。東側は八太郎地区、太平洋に面し、臨海工業地帯で八戸港の岸壁、フェリー埠頭などが立地する。鉄道の駅は八戸臨海鉄道貨物専用駅の北沼駅がある。幹線道路は、国道45号（八戸北バイパス）、青森県道8号八戸野辺地線、青森県道19号八戸百石線が南北に通じ、市道3･3･8号線が東西を横断している。近隣には河原木団地が立地し、小田八幡宮が鎮座している。

## 小字
字青森谷地、字赤沼、字荒沼、字石仏、字後平、字内河原、字宇兵エ河原、字売場、字蝦夷館、字大久保、字大タルミ、字大谷地、字海岸、字川目、字河原木後、字神才、字観音堂、字北沼、字久保、字濃谷地、字小田、字小田上、字小田平、字小館、字五反田、字左比代、字沢尻、字下谷地、字蛇ノ沢、字簀子渡、字千刈、字千刈田、字宗斉久保、字袖ノ沢、字平、字高館、字高館根前、字高館前、字高森、字竹ノ沢、字館、字館合堤下、字田ノ沢、字田ノ沢頭、字玉谷地、字長円坊堀、字遠山新田、字中崎、字中島、字二階堀、字根岸、字蓮沼、字八太郎、字八太郎山、八太郎山官地、字浜名谷地、字日計、字日計上、字日計前、字日渡、字程ノ沢、字前谷地、字見立山、字南町、字谷地田、字谷地畑

## 世帯数と人口
2017年（平成29年）4月30日現在の世帯数と人口は以下の通りである。
| 小字         | 世帯数    | 人口    |
| ------------ | --------- | ------- |
| 後平         | 8世帯     | 19人    |
| 売場         | 79世帯    | 200人   |
| 蝦夷館       | 2世帯     | 4人     |
| 大谷地       | 11世帯    | 26人    |
| 河原木後     | 51世帯    | 109人   |
| 神才         | 1世帯     | 1人     |
| 観音堂       | 3世帯     | 6人     |
| 久保         | 276世帯   | 576人   |
| 小田         | 39世帯    | 88人    |
| 小田上       | 365世帯   | 827人   |
| 小田平       | 3世帯     | 5人     |
| 五反田       | 4世帯     | 15人    |
| 沢尻         | 26世帯    | 57人    |
| 蛇ノ沢       | 2世帯     | 2人     |
| 簀子渡       | 10世帯    | 23人    |
| 千刈田       | 30世帯    | 64人    |
| 袖ノ沢       | 219世帯   | 476人   |
| 平           | 7世帯     | 7人     |
| 高館         | 173世帯   | 455人   |
| 高館根前     | 7世帯     | 21人    |
| 高館前       | 17世帯    | 46人    |
| 高森         | 1世帯     | 4人     |
| 長円坊堀     | 33世帯    | 71人    |
| 中崎         | 48世帯    | 105人   |
| 二階堀       | 158世帯   | 318人   |
| 八太郎山     | 297世帯   | 611人   |
| 八太郎山官地 | 545世帯   | 833人   |
| 日計上       | 71世帯    | 182人   |
| 日渡         | 1世帯     | 3人     |
| 前谷地       | 2世帯     | 9人     |
| 見立山       | 158世帯   | 312人   |
| 谷地田       | 14世帯    | 32人    |
| 蓮沼         | 7世帯     | 10人    |
| 計           | 2,668世帯 | 5,517人 |

## 教育
- 八戸市立下長中学校
- 八戸市立北稜中学校
- 八戸市立高館小学校
- 八戸市立根岸小学校
- 八戸市立日計ヶ丘小学校
- 八戸看護専門学校

## 病院
- シルバー病院

## 商業
- 八食センター
- 伊吉書院八戸西店
- マエダストア日計店（旧スーパーみなとや河原木日計店）

## 工業
- 東京鐵鋼
- 三菱製紙八戸工場
- 伊藤忠飼料
- 中部飼料
- 東北飼料
- 東北クレーンターミナル

## 公営施設
- 八戸市中央卸売市場
- 八戸フェリーターミナル
- 浄化センター